# Tour de France 1999

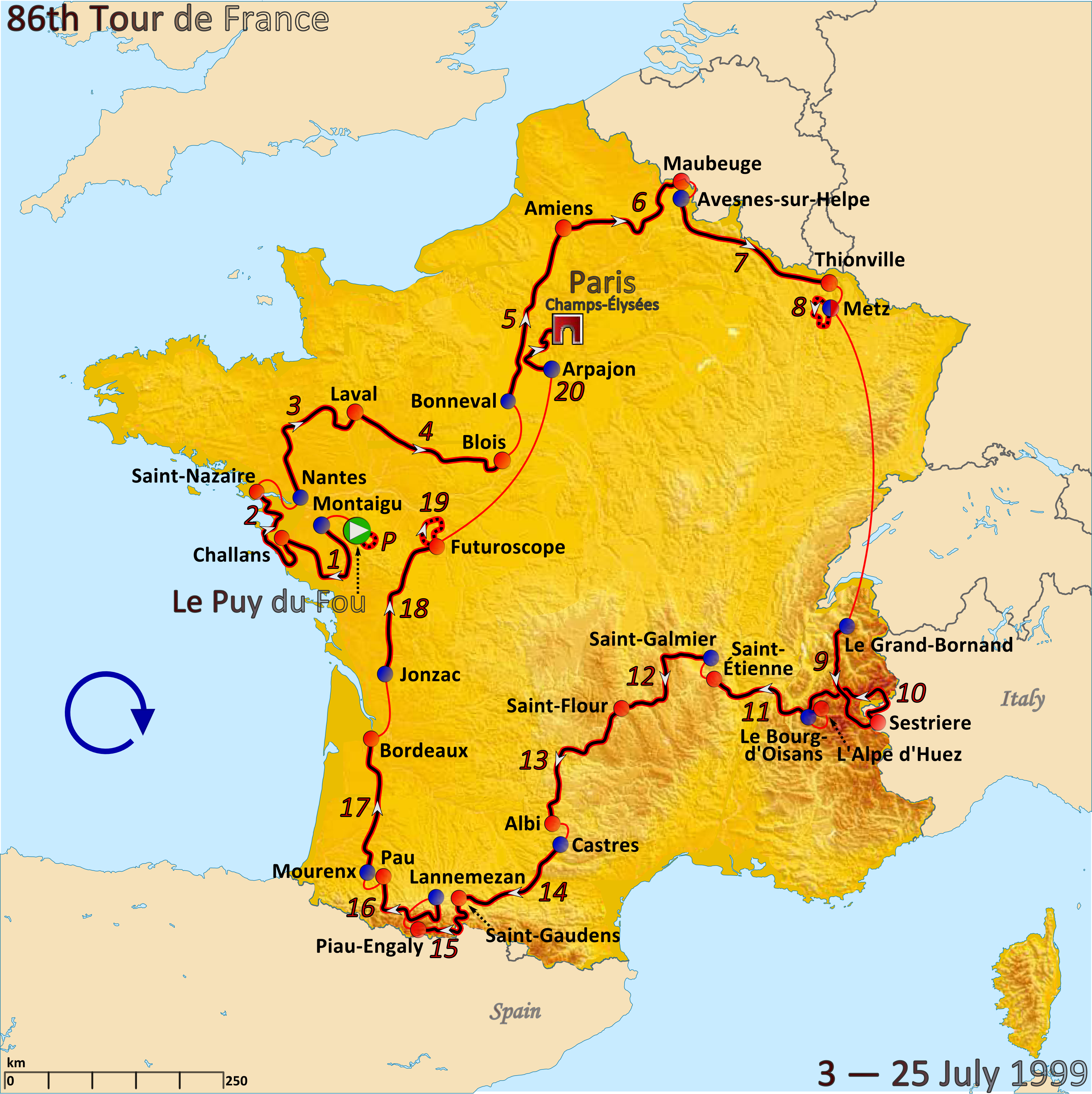
Överblick på etapperna under 1999 års Tour de France.

Tour de France 1999 cyklades 3–25 juli 1999 och vanns av Lance Armstrong, USA. Vinsten blev hans första av totalt sju stycken, som sedan samtliga tagits ifrån honom på grund av dopning. Han vann framför schweizaren Alex Zülle och spanjoren Fernando Escartín.
För första gången sedan 1926 blev det ingen fransk etappvinnare.
2012 diskvalificerades Lance Armstrong från tävlingen på grund av dopning. Ingen ny vinnare utses för denna tävling.

## Etapper
| Etapp  | Sträckning                     | Längd (km) | Etappsegrare       | Ledartröjan     | Poängtröjan     | Bergspriströjan  | Ungdomströjan        |  |
| ------ | ------------------------------ | ---------- | ------------------ | --------------- | --------------- | ---------------- | -------------------- |  |
| prolog | Puy du Fou                     | 8          | Lance Armstrong    | Lance Armstrong | Lance Armstrong | Mariano Piccoli  | Rik Verbrugghe       |  |
| 1      | Montaigu - Challans            | 209        | Jaan Kirsipuu      | Lance Armstrong | Jaan Kirsipuu   | Mariano Piccoli  | Rik Verbrugghe       |  |
| 2      | Challans - Saint-Nazaire       | 202        | Tom Steels         | Jaan Kirsipuu   | Jaan Kirsipuu   | Mariano Piccoli  | Christian Vandevelde |  |
| 3      | Nantes - Laval                 | 194        | Tom Steels         | Jaan Kirsipuu   | Jaan Kirsipuu   | Mariano Piccoli  | Christian Vandevelde |  |
| 4      | Laval - Blois                  | 191        | Mario Cipollini    | Jaan Kirsipuu   | Jaan Kirsipuu   | Mariano Piccoli  | Christian Vandevelde |  |
| 5      | Bonneval - Amiens              | 228        | Mario Cipollini    | Jaan Kirsipuu   | Jaan Kirsipuu   | Mariano Piccoli  | Christian Vandevelde |  |
| 6      | Amiens - Maubeuge              | 169        | Mario Cipollini    | Jaan Kirsipuu   | Jaan Kirsipuu   | Mariano Piccoli  | Christian Vandevelde |  |
| 7      | Avesnes-sur-Helpe - Thionville | 223        | Mario Cipollini    | Jaan Kirsipuu   | Jaan Kirsipuu   | Mariano Piccoli  | Christian Vandevelde |  |
| 8      | Metz - Metz                    | 56         | Lance Armstrong    | Lance Armstrong | Jaan Kirsipuu   | Mariano Piccoli  | Magnus Bäckstedt     |  |
| 9      | Le Grand Bornand - Sestriere   | 215        | Lance Armstrong    | Lance Armstrong | Stuart O'Grady  | Richard Virenque | Benoît Salmon        |  |
| 10     | Sestriere - L'Alpe d'Huez      | 218        | Giuseppe Guerini   | Lance Armstrong | Stuart O'Grady  | Richard Virenque | Benoît Salmon        |  |
| 11     | Bourg d'Oisans - Saint-Étienne | 199        | Ludo Dierckxsens   | Lance Armstrong | Stuart O'Grady  | Richard Virenque | Benoît Salmon        |  |
| 12     | Saint-Galmier - Saint-Flour    | 197        | David Etxebarria   | Lance Armstrong | Erik Zabel      | Richard Virenque | Benoît Salmon        |  |
| 13     | Saint-Fluor - Albi             | 237        | Salvatore Commesso | Lance Armstrong | Erik Zabel      | Richard Virenque | Benoît Salmon        |  |
| 14     | Castres - Saint-Gaudens        | 189        | Dimitrij Konysjev  | Lance Armstrong | Erik Zabel      | Richard Virenque | Benoît Salmon        |  |
| 15     | Saint-Gaudens - Piau-Engaly    | 174        | Fernando Escartín  | Lance Armstrong | Erik Zabel      | Richard Virenque | Benoît Salmon        |  |
| 16     | Lannemazan - Pau               | 192        | David Etxebarria   | Lance Armstrong | Erik Zabel      | Richard Virenque | Benoît Salmon        |  |
| 17     | Mourenx - Bordeaux             | 184        | Tom Steels         | Lance Armstrong | Erik Zabel      | Richard Virenque | Benoît Salmon        |  |
| 18     | Jonzac - Futuroscope           | 182        | Gianpaolo Mondeni  | Lance Armstrong | Erik Zabel      | Richard Virenque | Benoît Salmon        |  |
| 19     | Futuroscope - Futuroscope      | 54,5       | Lance Armstrong    | Lance Armstrong | Erik Zabel      | Richard Virenque | Benoît Salmon        |  |
| 20     | Arpajon - Paris                | 160        | Robbie McEwen      | Lance Armstrong | Erik Zabel      | Richard Virenque | Benoît Salmon        |  |

## Slutställning[4]
| Plats | Person            | Land      | Lag                | Tid      |
| dsk   | Lance Armstrong   | USA       | U.S. Postal        | 91.32.16 |
| 2     | Alex Zülle        | Schweiz   | Banesto            | 7.37     |
| 3     | Fernando Escartín | Spanien   | Kelme              | 10.26    |
| 4     | Laurent Dufaux    | Schweiz   | Saeco              | 14.43    |
| 5     | Ángel Casero      | Spanien   | Vitalicio Seguros  | 15.11    |
| 6     | Abraham Olano     | Spanien   | ONCE-Deutsche Bank | 16.47    |
| 7     | Daniele Nardello  | Italien   | Mapei-Quick Step   | 17.02    |
| 8     | Richard Virenque  | Frankrike | Polti              | 17.28    |
| 9     | Wladimir Belli    | Italien   | Festina            | 17.37    |
| 10    | Andrea Peron      | Italien   | ONCE-Deutsche Bank | 23.10    |